# Златан Ванев
Златан Ванев Василев, по-известен като Златан Ванев, е български състезател по вдигане на тежести. От 2019 г. е кмет от партия Възраждане на село Николово (община Русе). Роден е на 29 март 1973 г. в Шумен.
На местните избори през 2019 г. е кандидат за кмет от партия Възраждане на село Николово (община Русе). На първи тур от изборите получава 503	гласа (42,66% от гласовете) и се явява на балотаж. На втори тур печели, като получава 776 гласа (59,10% от гласовете).

## Успехи
| Година                | Място на провеждане   | Тегло                 | С изхвърляне (кг)     | С изхвърляне (кг)     | С изхвърляне (кг)     | С изхвърляне (кг)     | С изтласкване (кг)    | С изтласкване (кг)    | С изтласкване (кг)    | С изтласкване (кг)    | Общо                  | Класация              |
| Година                | Място на провеждане   | Тегло                 | 1                     | 2                     | 3                     | Класация              | 1                     | 2                     | 3                     | Класация              | Общо                  | Класация              |
| Летни олимпийски игри | Летни олимпийски игри | Летни олимпийски игри | Летни олимпийски игри | Летни олимпийски игри | Летни олимпийски игри | Летни олимпийски игри | Летни олимпийски игри | Летни олимпийски игри | Летни олимпийски игри | Летни олимпийски игри | Летни олимпийски игри | Летни олимпийски игри |
| --------------------- | --------------------- | --------------------- | --------------------- | --------------------- | --------------------- | --------------------- | --------------------- | --------------------- | --------------------- | --------------------- | --------------------- | --------------------- |
| 1996                  | Атланта, САЩ          | 70 кг                 | 150                   | 155                   | 155                   | н/д                   | 180                   | 185                   | 185                   | н/д                   | 330                   | 9                     |
| Световно първенство   |                       |                       |                       |                       |                       |                       |                       |                       |                       |                       |                       |                       |
| 2002                  | Варшава, Полша        | 85 кг                 | 165                   | 167,5                 | 170                   | 8                     | 212,5                 | 217,5                 | 220                   | 1                     | 385                   | 1                     |
| 1999                  | Пирея, Гърция         | 77 кг                 | 157,5                 | 162,5                 | 162,5                 | 14                    | 197,5                 | 212,5                 | 212,5                 | 8                     | 355                   | 9                     |
| 1998                  | Лахти, Финландия      | 77 кг                 | 157,5                 | 162,5                 | 165                   | 1                     | 200                   | 200                   | 202,5                 | 1                     | 365                   | 1                     |